# Jesús Casas
Jesús Casas García (* 23. Oktober 1973 in Madrid) ist ein spanischer Fußballtrainer.

## Karriere
Seine ersten Karrierestationen hatte Casas beim FC Cádiz, wo er von 2003 bis 2004 erst als Jugendtrainer wirkte und anschließend bis 2008 als Sportkoordinator tätig war. Für die Saison 2004/05 bekleidete er zudem den Job eines Co-Trainers der B-Mannschaft. Zur Saison 2005/06 ging er zu Balón de Cádiz, wo er zunächst Jugendtrainer war und zur nächsten Saison die A-Mannschaft trainierte. Zur darauffolgenden Spielzeit kehrte er zum FC Cádiz zurück und wurde hier Cheftrainer der B-Mannschaft.
Dort verblieb er aber auch wiederum nur eine Spielrunde und schloss sich im Sommer 2009 dem SD Eibar als Spielanalyst an. Nach einem Jahr wechselte er auf gleicher Position zur B-Mannschaft des FC Barcelona, wo er dann ab 2011 den Job eines Scouts für die erste Mannschaft ausübte. Wiederum erneut als Spielanalyst arbeitete er anschließend erneut von 2014 bis 2017, diesmal jedoch für die erste Mannschaft.
2017 kehrte er zum FC Cádiz zurück und wirkte hier für ein halbes Jahr als Jugendleiter, ehe er als Co-Trainer Teil des Trainerstabs von Javi Gracia beim FC Watford wurde. Nach nur einem halben Jahr wechselte er zur spanischen Nationalmannschaft und führte diese Position erst bei Luis Enrique und später unter Robert Moreno als auch einmal noch unter Luis de la Fuente aus.
Von November 2022 bis März 2025 war Casas Cheftrainer der irakischen Nationalmannschaft. Trotz seines Vertrag bis Ende 2026 wurde er nach der 1:2-Niederlage gegen Palästina in den AFC World Cup Qualifiers 2026 als Cheftrainer entlassen.